# TCR Asia Series 2018
La stagione 2018 delle TCR Asia Series è la quarta edizione del campionato cadetto della coppa del mondo turismo. È iniziata il 31 marzo a Sepang ed è terminata il 7 ottobre a Shanghai. Luca Engstler, su Volkswagen Golf GTI TCR, si è aggiudicato il titolo piloti, mentre la sua scuderia, il Liqui Moly Team Engstler, si è aggiudicato il suo terzo titolo scuderie consecutivo.

## Scuderie e piloti
| Scuderia                      | Vettura                 | #   | Pilota                     | Classe | Gare    |
| ----------------------------- | ----------------------- | --- | -------------------------- | ------ | ------- |
| Viper Niza Racing             | SEAT León TCR           | 1   | Kantadhee Kusiri           |        | 4       |
| Viper Niza Racing             | SEAT León TCR           | 65  | Douglas Khoo               | Cup    | 1-5     |
| R Engineering                 | Honda Civic TCR         | 2   | Akash Nandy                |        | 1       |
| R Engineering                 | Honda Civic TCR         | 23  | Abdul Kaathir              | Cup    | 1       |
| Elegant Racing Team           | SEAT León TCR           | 3   | Alex Liu                   | Cup    | 1-5     |
| Elegant Racing Team           | SEAT León TCR           | 30  | Kelvin Wong                | Cup    | 1-5     |
| Maximum Racing                | Honda Civic TCR         | 5   | Clement Tong               |        | 2, 4    |
| Maximum Racing                | Honda Civic TCR         | 22  | Ivan Szeto                 |        | 1, 3, 5 |
| Maximum Racing                | Honda Civic TCR         | 28  | Lo Ho                      |        | 1-4     |
| Son Veng Racing Team          | Volkswagen Golf GTI TCR | 6   | Leong Ian Veng             |        | 5       |
| Son Veng Racing Team          | Volkswagen Golf GTI TCR | 6   | Wai Lam                    |        | 5       |
| Liqui Moly Team Engstler      | Volkswagen Golf GTI TCR | 8   | Luca Engstler              |        | 1-4     |
| Liqui Moly Team Engstler      | Volkswagen Golf GTI TCR | 108 | Luca Engstler              |        | 5       |
| Liqui Moly Team Engstler      | Volkswagen Golf GTI TCR | 29  | Mitchell Cheah             |        | 1-5     |
| Liqui Moly Team Engstler      | Volkswagen Golf GTI TCR | 32  | Diego Moran                |        | 1-5     |
| MacPro Racing Team            | Honda Civic Type R TCR  | 8   | Miguel Kong                |        | 5       |
| MacPro Racing Team            | Honda Civic Type R TCR  | 8   | Kevin Lam                  |        | 5       |
| MacPro Racing Team            | Honda Civic Type R TCR  | 88  | Eurico de Jesus            |        | 5       |
| MacPro Racing Team            | Honda Civic Type R TCR  | 88  | Henry Ho                   |        | 5       |
| TeamWork Motorsport           | Volkswagen Golf GTI TCR | 11  | Alex Hui                   |        | 5       |
| TeamWork Motorsport           | Volkswagen Golf GTI TCR | 11  | Sunny Wong                 |        | 5       |
| Brand New Racing              | Volkswagen Golf GTI TCR | 11  | Alex Hui                   |        | 4       |
| Brand New Racing              | Volkswagen Golf GTI TCR | 20  | Andrew Kim                 |        | 4       |
| Billionaire Boy Racing        | Honda Civic TCR         | 15  | Chariya Nuya               | AM     | 1-4     |
| E-Rain Motorsport             | Hyundai i30 N TCR       | 16  | Lee Do Hyeon               |        | 4       |
| TA Motorsport                 | Audi RS3 LMS TCR        | 26  | Filipe de Souza            |        | 5       |
| TA Motorsport                 | Audi RS3 LMS TCR        | 26  | Ryan Wong                  |        | 5       |
| Alphafactory Racing by Pulzar | SEAT León TCR           | 33  | Jakrapan Davee             | AM     | 1-3     |
| Vattana Motorsport            | Honda Civic TCR         | 59  | Pattarapol Vongprai        | AM     | 1-3     |
| Hexin Racing                  | Volkswagen Golf GTI TCR | 60  | Chen Zhen                  |        | 5       |
| Hexin Racing                  | Volkswagen Golf GTI TCR | 60  | Chang Shuai                |        | 5       |
| TBN MK Ihere Racing Team      | Honda Civic TCR         | 66  | Nattachak Hanjitkasen      | AM     | 1-4     |
| HE Racing                     | Volkswagen Golf GTI TCR | 68  | Li Xue Feng                |        | 5       |
| HE Racing                     | Volkswagen Golf GTI TCR | 68  | Tian Li Ying               |        | 5       |
| Indigo Racing                 | Hyundai i30 N TCR       | 87  | Kang Byung Hui             |        | 4       |
| Indigo Racing                 | Hyundai i30 N TCR       | 97  | Cho Hoon Hyun              |        | 4       |
| Morin Racing Team by Sunoco   | SEAT León TCR           | 96  | Nattanid Leewattanavaragul | AM     | 1-3     |
| DreamRacer Racing Team        | Honda Civic Type R TCR  | 101 | Kim Byoung Hyun            |        | 4       |
| KMSA Motorsport               | Hyundai i30 N TCR       | 103 | Kang Dong Woo              |        | 4       |

## Calendario
| Gara | Gara | Circuito                           | Data      | Supporto            |
| ---- | ---- | ---------------------------------- | --------- | ------------------- |
| 1    | G1   | Circuito di Sepang                 | 31 marzo  | TCR Thailand Series |
| 1    | G2   | Circuito di Sepang                 | 1º aprile | TCR Thailand Series |
| 2    | G3   | Circuito internazionale di Buriram | 2 giugno  | TCR Thailand Series |
| 2    | G4   | Circuito internazionale di Buriram | 3 giugno  | TCR Thailand Series |
| 3    | G5   | Bangsaen Street Circuit            | 14 luglio | TCR Thailand Series |
| 3    | G6   | Bangsaen Street Circuit            | 15 luglio | TCR Thailand Series |
| 4    | G7   | Circuito internazionale di Corea   | 25 agosto | TCR Korea Series    |
| 4    | G8   | Circuito internazionale di Corea   | 26 agosto | TCR Korea Series    |
| 5    | G9   | Circuito di Shanghai               | 4 ottobre | TCR China Series    |
| 5    | G10  | Circuito di Shanghai               | 5 ottobre | TCR China Series    |
| INV  | INV  | Circuito di Shanghai               | 7 ottobre | SIC888 Endurance    |

## Risultati e classifiche

### Gare
| Rnd. | Rnd. | Circuito | Pole position         | Giro veloce                            | Pilota vincitore                       | Scuderia vincitrice      |
| ---- | ---- | -------- | --------------------- | -------------------------------------- | -------------------------------------- | ------------------------ |
| 1    | 1    | Sepang   | Luca Engstler         | Diego Moran                            | Luca Engstler                          | Liqui Moly Team Engstler |
| 1    | 2    | Sepang   |                       | Mitchell Cheah                         | Mitchell Cheah                         | Liqui Moly Team Engstler |
| 2    | 3    | Buriram  | Luca Engstler         | Luca Engstler                          | Mitchell Cheah                         | Liqui Moly Team Engstler |
| 2    | 4    | Buriram  |                       | Luca Engstler                          | Diego Moran                            | Liqui Moly Team Engstler |
| 3    | 5    | Bangsaen | Luca Engstler         | Lo Ho                                  | Alex Liu                               | Elegant Racing Team      |
| 3    | 6    | Bangsaen |                       | Lo Ho                                  | Lo Ho                                  | Maximum Racing           |
| 4    | 7    | Corea    | Kantadhee Kusiri      | Kantadhee Kusiri                       | Kantadhee Kusiri                       | Viper Niza Racing        |
| 4    | 8    | Corea    |                       | Luca Engstler                          | Mitchell Cheah                         | Liqui Moly Team Engstler |
| 5    | 9    | Shanghai | Mitchell Cheah        | Mitchell Cheah                         | Luca Engstler                          | Liqui Moly Team Engstler |
| 5    | 10   | Shanghai |                       | Luca Engstler                          | Luca Engstler                          | Liqui Moly Team Engstler |
| INV  | INV  | Shanghai | Alex Liu Kenneth Look | Luca Engstler Théo Coicaud Diego Moran | Luca Engstler Théo Coicaud Diego Moran | Liqui Moly Team Engstler |

### Classifiche

#### Classifica piloti
| Pos.                      | Pilota                     | SEP | SEP | BAN | BAN | BUR | BUR | COR | COR | SHA | SHA | Punti |
| ------------------------- | -------------------------- | --- | --- | --- | --- | --- | --- | --- | --- | --- | --- | ----- |
| 1                         | Luca Engstler              | 1   | 3   | Rit | 2   | 6   | Rit | 2   | 1   | 1   | 1   | 197   |
| 2                         | Mitchell Cheah             | 2   | 1   | 1   | 11  | Rit | 3   | 14† | 3   | 2   | 2   | 173   |
| 3                         | Diego Moran                | 9   | Rit | 2   | 1   | NP  | 2   | NC  | 4   | 3   | 3   | 127   |
| 4                         | Wong Kiang Kuan            | 10  | 5   | 7   | 7   | 5   | 5   | 5   | Rit | Rit | 5   | 106   |
| 5                         | Lo Ho                      | 3   | 2   | 4   | 12  | 8   | 1   | Rit | NP  |     |     | 98    |
| 6                         | Douglas Khoo               | 13  | 11  | 10  | 8   | Rit | 8   | 13  | 13  | 9   | 8   | 82    |
| 7                         | Alex Liu                   | 11  | 6   | 6   | Rit | 4   | Rit | 6   | Rit | Rit | Rit | 69    |
| 8                         | Ivan Szeto                 | Rit | 7   |     |     | NP  | NP  |     |     | 7   | 11  | 26    |
| 9                         | Abdul Kaathir              | 5   | 4   |     |     |     |     |     |     |     |     | 22    |
| 10                        | Clement Tong               |     |     | 11  | 10  |     |     | NP  | NP  |     |     | 16    |
| 11                        | Akash Nandy                | 4   | Rit |     |     |     |     |     |     |     |     | 13    |
| Piloti non classificabili |                            |     |     |     |     |     |     |     |     |     |     |       |
|                           | Kantadhee Kusiri           |     |     |     |     |     |     | 1   | 2   |     |     | 0     |
|                           | Pattarapol Vongprai        | 6   | 10  | 3   | 4   | 1   | Rit |     |     |     |     | 0     |
|                           | Nattanid Leewattanavaragul | 8   | Rit | 12  | 6   | 2   | 7   |     |     |     |     | 0     |
|                           | Jakraphan Davee            | 12  | 8   | 8   | 5   | 3   | 4   |     |     |     |     | 0     |
|                           | Chariya Nuya               | 7   | 9   | 5   | 3   | Rit | 9   | 12  | 6   |     |     | 0     |
|                           | Andrew Kim                 |     |     |     |     |     |     | 3   | 10  |     |     | 0     |
|                           | Alex Hui                   |     |     |     |     |     |     | 4   | 14  | Rit | 4   | 0     |
|                           | Sunny Wong                 |     |     |     |     |     |     |     |     | Rit | 4   | 0     |
|                           | Henry Ho                   |     |     |     |     |     |     |     |     | 4   | NP  | 0     |
|                           | Eurico de Jesus            |     |     |     |     |     |     |     |     | 4   | NP  | 0     |
|                           | Filipe de Souza            |     |     |     |     |     |     |     |     | 5   | 6   | 0     |
|                           | Ryan Wong                  |     |     |     |     |     |     |     |     | 5   | 6   | 0     |
|                           | Kang Byung Hui             |     |     |     |     |     |     | 10  | 5   |     |     | 0     |
|                           | Nattachak Hanjitkasen      | 14  | Rit | 9   | 9   | 7   | 6   | 8   | 7   |     |     | 0     |
|                           | Tian Yi Ling               |     |     |     |     |     |     |     |     | 6   | 10  | 0     |
|                           | Xue Li                     |     |     |     |     |     |     |     |     | 6   | 10  | 0     |
|                           | Kim Byoung Hyun            |     |     |     |     |     |     | 7   | 9   |     |     | 0     |
|                           | Ka Lam                     |     |     |     |     |     |     |     |     | 10  | 7   | 0     |
|                           | Kin Kong                   |     |     |     |     |     |     |     |     | 10  | 7   | 0     |
|                           | Leong Ian Weng             |     |     |     |     |     |     |     |     | 8   | 12  | 0     |
|                           | Wai Lam                    |     |     |     |     |     |     |     |     | 8   | 12  | 0     |
|                           | Kang Dong Woo              |     |     |     |     |     |     | Rit | 8   |     |     | 0     |
|                           | Cho Hoon Hyun              |     |     |     |     |     |     | 9   | 11  |     |     | 0     |
|                           | Shuai Chang                |     |     |     |     |     |     |     |     | Rit | 9   | 0     |
|                           | Zen Chen                   |     |     |     |     |     |     |     |     | Rit | 9   | 0     |
|                           | Lee Do Hyeon               |     |     |     |     |     |     | 11  | 12  |     |     | 0     |
| Pos.                      | Pilota                     | SEP | SEP | BAN | BAN | BUR | BUR | COR | COR | SHA | SHA | Punti |

| Colore  | Risultato             |
| ------- | --------------------- |
| Oro     | Vincitore             |
| Argento | 2º posto              |
| Bronzo  | 3º posto              |
| Verde   | Finito a punti        |
| Blu     | Finito senza punti    |
| Viola   | Ritirato (Rit)        |
| Viola   | Non classificato (NC) |
| Rosso   | Non qualificato (NQ)  |
| Nero    | Squalificato (SQ)     |
| Bianco  | Non partito (NP)      |
| Bianco  | Non ha gareggiato     |
| Bianco  | Infortunato (INF)     |
| Bianco  | Escluso (ES)          |
| Bianco  | Gara cancellata (C)   |

#### Classifica scuderie
| Pos.                        | Scuderia                           | SEP | SEP | BAN | BAN | BUR | BUR | COR | COR | SHA | SHA | Punti |
| --------------------------- | ---------------------------------- | --- | --- | --- | --- | --- | --- | --- | --- | --- | --- | ----- |
| 1                           | Liqui Moly Team Engstler           | 1   | 1   | 1   | 1   | 6   | 2   | 2   | 1   | 1   | 1   | 425   |
| 1                           | Liqui Moly Team Engstler           | 2   | 3   | 2   | 2   | Rit | 3   | 14† | 3   | 2   | 2   | 425   |
| 2                           | Elegant Racing Team                | 10  | 5   | 6   | 7   | 4   | 5   | 5   | Rit | Rit | 5   | 185   |
| 2                           | Elegant Racing Team                | 11  | 6   | 7   | Rit | 5   | Rit | 6   | Rit | Rit | Rit | 185   |
| 3                           | Maximum Racing                     | 3   | 2   | 4   | 10  | 8   | 1   |     |     | 7   | 11  | 149   |
| 3                           | Maximum Racing                     | Rit | 7   | 11  | 12  | NP  | NP  |     |     |     |     | 149   |
| 4                           | Viper Niza Racing                  | 13  | 11  | 10  | 8   | Rit | 8   | 13  | 13  | 9   | 8   | 93    |
| 5                           | R Engineering                      | 4   | 4   |     |     |     |     |     |     |     |     | 37    |
| 5                           | R Engineering                      | 5   | Rit |     |     |     |     |     |     |     |     | 37    |
| Scuderie non classificabili |                                    |     |     |     |     |     |     |     |     |     |     |       |
|                             | Vattana Motorsport                 | 6   | 10  | 3   | 4   | 1   | Rit |     |     |     |     | 0     |
|                             | Billionaire Boy Racing             | 7   | 9   | 5   | 3   | Rit | 9   | 12  | 6   |     |     | 0     |
|                             | Alphafactory Racing Team by Pulzar | 12  | 8   | 8   | 5   | 3   | 4   |     |     |     |     | 0     |
|                             | Morin Racing Team by Sunoco        | 8   | Rit | 12  | 6   | 2   | 7   |     |     |     |     | 0     |
|                             | TBN MK Ihere Racing Team           | 14  | Rit | 9   | 9   | 7   | 6   | 8   | 7   |     |     | 0     |
|                             | Viper Niza Racing                  |     |     |     |     |     |     | 1   | 2   |     |     | 0     |
|                             | E-Rain Motorsport                  |     |     |     |     |     |     | 3   | 10  |     |     | 0     |
|                             | TeamWork Brand New Racing          |     |     |     |     |     |     | 4   | 14  |     |     | 0     |
|                             | DreamRacer Racing Team             |     |     |     |     |     |     | 7   | 9   |     |     | 0     |
|                             | Indigo Racing                      |     |     |     |     |     |     | 9   | 11  |     |     | 0     |
|                             | Indigo Racing                      |     |     |     |     |     | NP  | NP  |     |     |     | 0     |
|                             | KMSA Motorsport                    |     |     |     |     |     |     | Rit | 8   |     |     | 0     |
| Pos.                        | Scuderia                           | SEP | SEP | BAN | BAN | BUR | BUR | COR | COR | SHA | SHA | Punti |

| Colore  | Risultato             |
| ------- | --------------------- |
| Oro     | Vincitore             |
| Argento | 2º posto              |
| Bronzo  | 3º posto              |
| Verde   | Finito a punti        |
| Blu     | Finito senza punti    |
| Viola   | Ritirato (Rit)        |
| Viola   | Non classificato (NC) |
| Rosso   | Non qualificato (NQ)  |
| Nero    | Squalificato (SQ)     |
| Bianco  | Non partito (NP)      |
| Bianco  | Non ha gareggiato     |
| Bianco  | Infortunato (INF)     |
| Bianco  | Escluso (ES)          |
| Bianco  | Gara cancellata (C)   |